# Campeonato de Primera División 1999-00 (Argentina)
El Campeonato de Primera División 1999-00 fue la septuagésima temporada de la era profesional de la Primera División del fútbol argentino. Se jugó en dos fases sucesivas, los torneos Apertura 1999 y Clausura 2000, las cuales coronaron cada una a su propio campeón. Inició el 6 de agosto de 1999 y finalizó el 17 de julio de 2000.
Los nuevos participantes fueron los dos equipos ascendidos de la Primera B Nacional 1998-99: Instituto de Córdoba, que regresó a Primera luego de nueve años en segunda división; y Chacarita Juniors, que volvió a participar después de trece años.
Ante la decisión de la Conmebol de ampliar la cantidad total de participantes en la Copa Libertadores a partir del año 2000 y, en consecuencia, de incrementar la cantidad de cupos para Argentina (que pasaron a ser cuatro, en lugar de dos como en las ediciones previas), la Asociación del Fútbol Argentino resolvió que los equipos que ocuparían los dos nuevos lugares en la Copa Libertadores 2000 surgieran de una tabla especial, sumatoria de los torneos Apertura 1998, Clausura 1999 y Apertura 1999. Asimismo, una vez concluido el campeonato, se definieron dos plazas a la Copa Mercosur 2000, y los cuatro clasificados a la Copa Libertadores 2001.
Por otro lado, una vez terminada la temporada, se produjeron dos descensos por la tabla de promedios a la Primera B Nacional y se implementó, como novedad, el sistema de promoción, el cual permitía que dos equipos de la segunda división enfrentaran, en llaves diferentes, a dos rivales de la primera, como alternativa para ascender.

## Ascensos y descensos
| Pos.      | Equipos ascendidos de la B Nacional 1998-99 |
| --------- | ------------------------------------------- |
| 1.º       | Instituto                                   |
| Gan. Red. | Chacarita Juniors                           |

| Prom. | Equipos descendidos en la temporada 1998-99 |
| ----- | ------------------------------------------- |
| 19.º  | Platense                                    |
| 20.º  | Huracán                                     |

## Sistema de disputa
Cada fase del campeonato fue un torneo independiente, llamados respectivamente Apertura y Clausura. Se jugaron en una sola rueda de todos contra todos, siendo la segunda las revanchas de la primera, y tuvieron su propio campeón.

## Equipos
| Equipo             | Ciudad       | Estadio                             |
| ------------------ | ------------ | ----------------------------------- |
| Argentinos Juniors | Buenos Aires | Diego Armando Maradona              |
| Belgrano           | Córdoba      | Gigante de Alberdi Chateau Carreras |
| Boca Juniors       | Buenos Aires | Alberto J. Armando                  |
| Chacarita Juniors  | Villa Maipú  | Chacarita Juniors                   |
| Colón              | Santa Fe     | Brigadier General Estanislao López  |
| Estudiantes        | La Plata     | Jorge Luis Hirschi                  |
| Ferro Carril Oeste | Buenos Aires | Arquitecto Ricardo Etcheverri       |
| Gimnasia y Esgrima | Jujuy        | 23 de Agosto                        |
| Gimnasia y Esgrima | La Plata     | Juan Carmelo Zerillo                |
| Independiente      | Avellaneda   | La Doble Visera                     |
| Instituto          | Córdoba      | Juan Domingo Perón Chateau Carreras |
| Lanús              | Lanús Este   | Ciudad de Lanús                     |
| Newell's Old Boys  | Rosario      | Coloso del Parque                   |
| Racing Club        | Avellaneda   | Presidente Perón                    |
| River Plate        | Buenos Aires | Antonio Vespucio Liberti            |
| Rosario Central    | Rosario      | Gigante de Arroyito                 |
| San Lorenzo        | Buenos Aires | Pedro Bidegain                      |
| Talleres           | Córdoba      | Chateau Carreras                    |
| Unión              | Santa Fe     | 15 de Abril                         |
| Vélez Sarsfield    | Buenos Aires | José Amalfitani                     |

### Distribución geográfica de los equipos
| Región                 | Cant. | Equipos                                                                                          |
| ---------------------- | ----- | ------------------------------------------------------------------------------------------------ |
| Ciudad de Buenos Aires | 6     | Argentinos Juniors, Boca Juniors, Ferro Carril Oeste, River Plate, San Lorenzo y Vélez Sarsfield |
| Conurbano bonaerense   | 4     | Chacarita Juniors, Independiente, Lanús y Racing Club                                            |
| Provincia de Santa Fe  | 4     | Colón, Newell's Old Boys, Rosario Central y Unión                                                |
| Provincia de Córdoba   | 3     | Belgrano, Instituto y Talleres                                                                   |
| Ciudad de La Plata     | 2     | Estudiantes y Gimnasia y Esgrima                                                                 |
| Provincia de Jujuy     | 1     | Gimnasia y Esgrima                                                                               |

## Torneo Apertura

### Tabla de posiciones final
| Pos. | Equipo                  | Pts. | PJ | PG | PE | PP | GF | GC | Dif. |
| ---- | ----------------------- | ---- | -- | -- | -- | -- | -- | -- | ---- |
| 01.º | River Plate             | 44   | 19 | 13 | 5  | 1  | 45 | 21 | 24   |
| 02.º | Rosario Central         | 43   | 19 | 14 | 1  | 4  | 34 | 18 | 16   |
| 03.º | Boca Juniors            | 41   | 19 | 12 | 5  | 2  | 36 | 15 | 21   |
| 04.º | San Lorenzo             | 33   | 19 | 10 | 6  | 3  | 30 | 15 | 15   |
| 05.º | Talleres (C)            | 31   | 19 | 9  | 4  | 6  | 38 | 31 | 7    |
| 06.º | Racing Club             | 30   | 19 | 7  | 9  | 3  | 27 | 22 | 5    |
| 07.º | Vélez Sarsfield         | 27   | 19 | 8  | 6  | 5  | 28 | 17 | 11   |
| 08.º | Chacarita Juniors       | 25   | 19 | 6  | 7  | 6  | 38 | 33 | 5    |
| 09.º | Independiente           | 25   | 19 | 6  | 7  | 6  | 19 | 21 | −2   |
| 10.º | Estudiantes (LP)        | 23   | 19 | 6  | 5  | 8  | 29 | 33 | −4   |
| 11.º | Lanús                   | 23   | 19 | 7  | 2  | 10 | 23 | 30 | −7   |
| 12.º | Gimnasia y Esgrima (LP) | 21   | 19 | 4  | 9  | 6  | 28 | 28 | 0    |
| 13.º | Newell's Old Boys       | 21   | 19 | 5  | 6  | 8  | 27 | 27 | 0    |
| 14.º | Argentinos Juniors      | 21   | 19 | 4  | 9  | 6  | 20 | 22 | −2   |
| 15.º | Unión                   | 21   | 19 | 5  | 6  | 8  | 24 | 30 | −6   |
| 16.º | Instituto               | 19   | 19 | 5  | 7  | 7  | 23 | 30 | −7   |
| 17.º | Colón                   | 19   | 19 | 5  | 4  | 10 | 20 | 28 | −8   |
| 18.º | Belgrano                | 17   | 19 | 5  | 5  | 9  | 25 | 37 | −12  |
| 19.º | Gimnasia y Esgrima (J)  | 9    | 19 | 2  | 3  | 14 | 17 | 43 | −26  |
| 20.º | Ferro Carril Oeste      | 9    | 19 | 1  | 6  | 12 | 14 | 44 | −30  |

|  | Campeón. Clasificó a la Copa Libertadores 2001. |

| 1. 2. 3. 4. |

## Tabla sumatoria de los torneos Apertura 1998, Clausura 1999 y Apertura 1999
Esta tabla fue utilizada como clasificatoria para la Copa Libertadores 2000.
En agosto de 1999, la Confederación Sudamericana de Fútbol, con motivo de ampliar la cantidad total de participantes en la Copa Libertadores a partir de la edición del año 2000, le otorgó a Argentina dos cupos más en la competición, además de los dos que ya mantenía. Los nuevos cupos a la Copa Libertadores 2000 fueron para los 2 equipos mejor ubicados en esta tabla, excluyendo a aquellos que se encontraran previamente clasificados al certamen.
| Pos. | Equipo                  | Ap 98 | Cl 99 | Ap 99 | Pts. | PJ | PG | PE | PP | GF  | GC  | Dif. |
| ---- | ----------------------- | ----- | ----- | ----- | ---- | -- | -- | -- | -- | --- | --- | ---- |
| 01.º | Boca Juniors            | 45    | 44    | 41    | 130  | 57 | 38 | 16 | 3  | 116 | 44  | 72   |
| 02.º | River Plate             | 22    | 37    | 44    | 103  | 57 | 29 | 16 | 12 | 109 | 67  | 42   |
| 03.º | Rosario Central         | 25    | 32    | 43    | 100  | 57 | 29 | 13 | 15 | 84  | 66  | 18   |
| 04.º | San Lorenzo             | 25    | 36    | 33    | 94   | 57 | 26 | 19 | 12 | 103 | 69  | 34   |
| 05.º | Racing Club             | 33    | 22    | 30    | 85   | 57 | 22 | 19 | 16 | 86  | 83  | 3    |
| 06.º | Gimnasia y Esgrima (LP) | 36    | 26    | 21    | 83   | 57 | 21 | 20 | 16 | 87  | 83  | 4    |
| 07.º | Independiente           | 22    | 29    | 25    | 76   | 57 | 18 | 22 | 17 | 77  | 73  | 4    |
| 08.º | Talleres (C)            | 24    | 20    | 31    | 75   | 57 | 20 | 15 | 22 | 89  | 90  | –1   |
| 09.º | Unión                   | 25    | 29    | 21    | 75   | 57 | 19 | 18 | 20 | 85  | 91  | –6   |
| 10.º | Newell's Old Boys       | 25    | 27    | 21    | 73   | 57 | 18 | 19 | 20 | 79  | 70  | 9    |
| 11.º | Vélez Sarsfield         | 24    | 22    | 27    | 73   | 57 | 19 | 19 | 19 | 75  | 67  | 8    |
| 12.º | Lanús                   | 30    | 20    | 23    | 73   | 57 | 20 | 13 | 24 | 66  | 78  | –12  |
| 13.º | Argentinos Juniors      | 25    | 24    | 21    | 70   | 57 | 15 | 25 | 17 | 71  | 72  | –1   |
| 14.º | Colón                   | 26    | 23    | 19    | 68   | 57 | 18 | 17 | 22 | 76  | 77  | –1   |
| 15.º | Estudiantes (LP)        | 24    | 21    | 23    | 68   | 57 | 16 | 20 | 21 | 69  | 74  | –5   |
| 16.º | Belgrano                | 19    | 25    | 17    | 61   | 57 | 15 | 19 | 23 | 67  | 88  | –21  |
| 17.º | Gimnasia y Esgrima (J)  | 22    | 25    | 9     | 56   | 57 | 13 | 17 | 27 | 76  | 110 | –34  |
| 18.º | Ferro Carril Oeste      | 20    | 15    | 9     | 44   | 57 | 8  | 20 | 29 | 46  | 93  | –47  |
| 19.º | Chacarita Juniors       | –     | –     | 25    | 25   | 19 | 6  | 7  | 6  | 38  | 33  | 5    |
| 20.º | Instituto               | –     | –     | 19    | 19   | 19 | 5  | 7  | 7  | 23  | 30  | –7   |

|  | Campeón de los dos torneos de la temporada 1998-99 y clasificado a la Copa Libertadores 2000. |
|  | Clasificados a la Copa Libertadores 2000.                                                     |

| 1. 2. 3. 4. 5. 6. 7. |

## Torneo Clausura

### Tabla de posiciones final
| Pos. | Equipo                  | Pts. | PJ | PG | PE | PP | GF | GC | Dif. |
| ---- | ----------------------- | ---- | -- | -- | -- | -- | -- | -- | ---- |
| 01.º | River Plate             | 42   | 19 | 12 | 6  | 1  | 44 | 17 | 27   |
| 02.º | Independiente           | 36   | 19 | 11 | 3  | 5  | 42 | 25 | 17   |
| 03.º | Colón                   | 36   | 19 | 11 | 3  | 5  | 38 | 26 | 12   |
| 04.º | San Lorenzo             | 36   | 19 | 11 | 3  | 5  | 27 | 15 | 12   |
| 05.º | Newell's Old Boys       | 34   | 19 | 10 | 4  | 5  | 32 | 21 | 11   |
| 06.º | Vélez Sarsfield         | 34   | 19 | 9  | 7  | 3  | 28 | 18 | 10   |
| 07.º | Boca Juniors            | 33   | 19 | 10 | 6  | 3  | 38 | 17 | 21   |
| 08.º | Unión                   | 29   | 19 | 9  | 2  | 8  | 28 | 40 | −12  |
| 09.º | Gimnasia y Esgrima (LP) | 28   | 19 | 8  | 4  | 7  | 28 | 33 | −5   |
| 10.º | Talleres (C)            | 27   | 19 | 7  | 6  | 6  | 21 | 22 | −1   |
| 11.º | Lanús                   | 25   | 19 | 8  | 4  | 7  | 32 | 22 | 10   |
| 12.º | Instituto               | 25   | 19 | 6  | 7  | 6  | 28 | 29 | −1   |
| 13.º | Rosario Central         | 23   | 19 | 6  | 5  | 8  | 25 | 26 | −1   |
| 14.º | Belgrano                | 22   | 19 | 6  | 4  | 9  | 28 | 31 | −3   |
| 15.º | Chacarita Juniors       | 20   | 19 | 5  | 5  | 9  | 20 | 30 | −10  |
| 16.º | Argentinos Juniors      | 18   | 19 | 4  | 6  | 9  | 21 | 36 | −15  |
| 17.º | Estudiantes (LP)        | 16   | 19 | 3  | 7  | 9  | 21 | 30 | −9   |
| 18.º | Racing Club             | 15   | 19 | 3  | 6  | 10 | 22 | 29 | −7   |
| 19.º | Gimnasia y Esgrima (J)  | 10   | 19 | 2  | 4  | 13 | 15 | 34 | −19  |
| 20.º | Ferro Carril Oeste      | 8    | 19 | 2  | 2  | 15 | 9  | 46 | −37  |

|  | Campeón. Clasificó a la Copa Libertadores 2001. |

| 1. 2. |

## Tabla de posiciones final del campeonato
Esta tabla fue utilizada como clasificatoria para la Copa Mercosur 2000 y la Copa Libertadores 2001.

### Clasificación a la Copa Mercosur 2000
Argentina tuvo 6 cupos en la Copa Mercosur 2000: Boca Juniors, Independiente, River Plate, y San Lorenzo (como invitados de la Conmebol), y los 2 equipos mejor ubicados en esta tabla. 
| Pos. | Equipo                  | Pts. | PJ | PG | PE | PP | GF | GC | Dif. |
| ---- | ----------------------- | ---- | -- | -- | -- | -- | -- | -- | ---- |
| 01.º | River Plate             | 86   | 38 | 25 | 11 | 2  | 89 | 38 | 51   |
| 02.º | Boca Juniors            | 74   | 38 | 22 | 11 | 5  | 74 | 32 | 42   |
| 03.º | San Lorenzo             | 69   | 38 | 21 | 9  | 8  | 57 | 30 | 27   |
| 04.º | Rosario Central         | 66   | 38 | 20 | 6  | 12 | 59 | 44 | 15   |
| 05.º | Vélez Sarsfield         | 61   | 38 | 17 | 13 | 8  | 56 | 35 | 21   |
| 06.º | Independiente           | 61   | 38 | 17 | 10 | 11 | 61 | 46 | 15   |
| 07.º | Talleres (C)            | 58   | 38 | 16 | 10 | 12 | 59 | 53 | 6    |
| 08.º | Newell's Old Boys       | 55   | 38 | 15 | 10 | 13 | 59 | 48 | 11   |
| 09.º | Colón                   | 55   | 38 | 16 | 7  | 15 | 58 | 54 | 4    |
| 10.º | Unión                   | 50   | 38 | 14 | 8  | 16 | 52 | 70 | −18  |
| 11.º | Gimnasia y Esgrima (LP) | 49   | 38 | 12 | 13 | 13 | 56 | 61 | −5   |
| 12.º | Lanús                   | 48   | 38 | 15 | 6  | 17 | 55 | 52 | 3    |
| 13.º | Racing Club             | 45   | 38 | 10 | 15 | 13 | 49 | 51 | −2   |
| 14.º | Chacarita Juniors       | 45   | 38 | 11 | 12 | 15 | 58 | 63 | −5   |
| 15.º | Instituto               | 44   | 38 | 11 | 14 | 13 | 51 | 59 | −8   |
| 16.º | Estudiantes (LP)        | 39   | 38 | 9  | 12 | 17 | 50 | 63 | −13  |
| 17.º | Belgrano                | 39   | 38 | 11 | 9  | 18 | 53 | 68 | −15  |
| 18.º | Argentinos Juniors      | 39   | 38 | 8  | 15 | 15 | 41 | 58 | −17  |
| 19.º | Gimnasia y Esgrima (J)  | 19   | 38 | 4  | 7  | 27 | 32 | 77 | −45  |
| 20.º | Ferro Carril Oeste      | 17   | 38 | 3  | 8  | 27 | 23 | 90 | −67  |

|  | Clasificados a la Copa Mercosur 2000. |

| 1. 2. 3. 4. 5. 6. 7. |

### Clasificación a la Copa Libertadores 2001
Argentina tuvo 5 cupos en la Copa Libertadores 2001: Boca Juniors (como campeón de la edición 2000), el campeón de los torneos Apertura 1999 y Clausura 2000, y los 3 equipos mejor ubicados en esta tabla.
| Pos. | Equipo                  | Pts. | PJ | PG | PE | PP | GF | GC | Dif. |
| ---- | ----------------------- | ---- | -- | -- | -- | -- | -- | -- | ---- |
| 01.º | River Plate             | 86   | 38 | 25 | 11 | 2  | 89 | 38 | 51   |
| 02.º | Boca Juniors            | 74   | 38 | 22 | 11 | 5  | 74 | 32 | 42   |
| 03.º | San Lorenzo             | 69   | 38 | 21 | 9  | 8  | 57 | 30 | 27   |
| 04.º | Rosario Central         | 66   | 38 | 20 | 6  | 12 | 59 | 44 | 15   |
| 05.º | Vélez Sarsfield         | 61   | 38 | 17 | 13 | 8  | 56 | 35 | 21   |
| 06.º | Independiente           | 61   | 38 | 17 | 10 | 11 | 61 | 46 | 15   |
| 07.º | Talleres (C)            | 58   | 38 | 16 | 10 | 12 | 59 | 53 | 6    |
| 08.º | Newell's Old Boys       | 55   | 38 | 15 | 10 | 13 | 59 | 48 | 11   |
| 09.º | Colón                   | 55   | 38 | 16 | 7  | 15 | 58 | 54 | 4    |
| 10.º | Unión                   | 50   | 38 | 14 | 8  | 16 | 52 | 70 | −18  |
| 11.º | Gimnasia y Esgrima (LP) | 49   | 38 | 12 | 13 | 13 | 56 | 61 | −5   |
| 12.º | Lanús                   | 48   | 38 | 15 | 6  | 17 | 55 | 52 | 3    |
| 13.º | Racing Club             | 45   | 38 | 10 | 15 | 13 | 49 | 51 | −2   |
| 14.º | Chacarita Juniors       | 45   | 38 | 11 | 12 | 15 | 58 | 63 | −5   |
| 15.º | Instituto               | 44   | 38 | 11 | 14 | 13 | 51 | 59 | −8   |
| 16.º | Estudiantes (LP)        | 39   | 38 | 9  | 12 | 17 | 50 | 63 | −13  |
| 17.º | Belgrano                | 39   | 38 | 11 | 9  | 18 | 53 | 68 | −15  |
| 18.º | Argentinos Juniors      | 39   | 38 | 8  | 15 | 15 | 41 | 58 | −17  |
| 19.º | Gimnasia y Esgrima (J)  | 19   | 38 | 4  | 7  | 27 | 32 | 77 | −45  |
| 20.º | Ferro Carril Oeste      | 17   | 38 | 3  | 8  | 27 | 23 | 90 | −67  |

|  | Campeón de la Copa Libertadores 2000.                                                 |
|  | Campeón de los dos torneos de la temporada y clasificado a la Copa Libertadores 2001. |
|  | Clasificados a la Copa Libertadores 2001.                                             |

| 1. 2. 3. 4. 5. 6. 7. 8. |

## Tabla de descenso
| Pos. | Equipo                  | Promedio | 1997-98 | 1998-99 | 1999-00 | Total | PJ  |
| ---- | ----------------------- | -------- | ------- | ------- | ------- | ----- | --- |
| 01.º | Boca Juniors            | 2,070    | 73      | 89      | 74      | 236   | 114 |
| 02.º | River Plate             | 1,921    | 74      | 59      | 86      | 219   | 114 |
| 03.º | San Lorenzo             | 1,684    | 62      | 61      | 69      | 192   | 114 |
| 04.º | Vélez Sarsfield         | 1,622    | 78      | 46      | 61      | 185   | 114 |
| 05.º | Gimnasia y Esgrima (LP) | 1,578    | 69      | 62      | 49      | 180   | 114 |
| 05.º | Rosario Central         | 1,578    | 57      | 57      | 66      | 180   | 114 |
| 07.º | Independiente           | 1,473    | 56      | 51      | 61      | 168   | 114 |
| 08.º | Lanús                   | 1,429    | 65      | 50      | 48      | 163   | 114 |
| 09.º | Talleres (C)            | 1,342    | –       | 44      | 58      | 102   | 76  |
| 10.º | Newell's Old Boys       | 1,307    | 42      | 52      | 55      | 149   | 114 |
| 11.º | Argentinos Juniors      | 1,271    | 57      | 49      | 39      | 145   | 114 |
| 12.º | Colón                   | 1,245    | 38      | 49      | 55      | 142   | 114 |
| 13.º | Racing Club             | 1,236    | 41      | 55      | 45      | 141   | 114 |
| 14.º | Unión                   | 1,201    | 33      | 54      | 50      | 137   | 114 |
| 15.º | Chacarita Juniors       | 1,184    | –       | –       | 45      | 45    | 38  |
| 16.º | Estudiantes (LP)        | 1,166    | 49      | 45      | 39      | 133   | 114 |
| 17.º | Instituto               | 1,157    | –       | –       | 44      | 44    | 38  |
| 18.º | Belgrano                | 1,092    | –       | 44      | 39      | 83    | 76  |
| 19.º | Gimnasia y Esgrima (J)  | 1,026    | 52      | 47      | 19      | 118   | 114 |
| 20.º | Ferro Carril Oeste      | 0,885    | 49      | 35      | 17      | 101   | 114 |

|  | Jugaron una promoción con dos equipos de la Primera B Nacional. |
|  | Descendieron a la Primera B Nacional.                           |

## Promociones
Por primera vez en el profesionalismo, se implementó el sistema de promoción. Los equipos ubicados en 17.ª y 18.ª posición de la tabla de promedios (Instituto y Belgrano, respectivamente) enfrentaron a dos equipos provenientes del campeonato de Primera B Nacional 1999-2000. El ganador de cada serie disputó la siguiente temporada en la Primera División, mientras que el perdedor lo hizo en la segunda categoría.
| Almagro                                                     | 1 - 0 | Instituto | Tres de febrero    | 20 de julio |  |
| Instituto                                                   | 1 - 1 | Almagro   | Juan Domingo Perón | 23 de julio |  |
| Almagro ascendió a Primera División con un global de 2 - 1. |       |           |                    |             |  |

| Quilmes                                                                                | 3 - 1 | Belgrano | Centenario       | 20 de julio |  |
| Belgrano                                                                               | 3 - 1 | Quilmes  | Chateau Carreras | 23 de julio |  |
| Belgrano permaneció en Primera División con un global de 4 - 4, por ventaja deportiva. |       |          |                  |             |  |

## Descensos y ascensos
Al finalizar este campeonato, Ferro Carril Oeste y Gimnasia y Esgrima de Jujuy descendieron directamente a la Primera B Nacional, siendo reemplazados por Huracán y Los Andes. Lo mismo sucedió con Instituto, que perdió la categoría tras caer en su respectiva promoción ante Almagro. Por su parte, Belgrano igualó en su serie ante Quilmes, y logró permanecer en Primera División.
Es hasta ahora la última participación de Ferro Carril Oeste en la máxima categoría del fútbol argentino.